# Байер, Йожеф
Йожеф Байер (венг. Bayer József; 23 ноября 1851, Байя, Австрийская империя — 14 декабря 1919, Будапешт) — венгерский историк театра, литературовед, педагог, редактор. Основоположник венгерской театральной историографии. С 1911 года — действительный член Венгерской академии наук.

## Биография
До 1874 года обучался на факультете географии и истории Университета Пешта, учился в трудных условиях, так как его отец отказался от материальной поддержки. Учительствовал, работал клерком в Главном управлении Будапешта. Занимался чертежной и офисной работой. Преподавал до выхода на пенсию в 1912 году.
В 1908—1915 годах редактировал 3-месячный журнал «Венгерский шекспировский сборник», в котором печатались работы, посвящённые творчеству Шекспира. В результате почти десяти лет работы издал труд «Драмы Шекспира в Венгрии», который был издан в 1909 году в двух томах.
Автор трудов по истории венгерского национального театра и драматургии с древнейших времён до 1837 года, а также её связи с мировой литературой.
С 1899 года был членом-корреспондентом, с 1911 года — действительным членом Венгерской академии наук. В 1912 году избран почётным доктором Будапештского университета. В 1913 году избран почётным гражданином
города Байя.

## Избранные труды
- A nemzeti játékszín története (1887)
- A magyar drámairodalom története 1867-ig (1897)
- Pálos iskola-drámák a XVIII. évszázból, Kiadta Bayer József. (1897)
- Nemzeti játékszín mint közügy (1900)
- Déryné (1900)
- Egy magyar Eszther-dráma (1904)
- Shakespeare drámái hazánkban (1909)
- Schiller drámái a régi magyar színpadon és irodalmunkban (1912)